# デブラ・グラニック
デブラ・グラニック（Debra Granik、1963年2月6日 - ）は、アメリカ合衆国の映画監督、脚本家である。日本語では「デブラ・グラニク」と表記されることもある。

## 経歴
1963年2月6日、マサチューセッツ州ケンブリッジに生まれる。
ブランダイス大学にて政治を学んだ。1985年に同大学を卒業したのち、約10年間にわたり、結婚式や政治的な行進の撮影など、フィルム関係の仕事にたずさわる。彼女が最初に給与を得た仕事は、レジ係に手根管症候群の予防方法を教えたり、有害生物駆除作業員に防護服の着用方法を教えたりするための安全衛生ビデオの製作だった。その後、ニューヨーク大学へ進学し、映画を学ぶ。同大学で修士号を取得した。
2004年、ヴェラ・ファーミガ主演の『Down to the Bone』で長編映画監督デビュー。2010年、ジェニファー・ローレンス主演の『ウィンターズ・ボーン』を手がける。2014年には、ドキュメンタリー映画『Stray Dog』を監督した。

## フィルモグラフィー

### 長編映画
- Down to the Bone （2004年） - 監督・脚本
- ウィンターズ・ボーン Winter's Bone （2010年） - 監督・脚本
- Stray Dog （2014年） - 監督
- 足跡はかき消して Leave No Trace （2018年） - 監督・脚本

## 受賞
- 2010年 - サンダンス映画祭 - 長編ドラマ部門 最優秀監督賞（『ウィンターズ・ボーン』）[10]